# Comité consultatif des citoyens sur les pièces de monnaie
Le Comité consultatif des citoyens sur les pièces de monnaie (Citizens Coinage Advisory Committee - CCAC) a été créé en 2003 pour conseiller le secrétaire au Trésor des États-Unis sur les questions relatives aux pièces de monnaie, en remplacement du Citizens Commemorative Coin Advisory Committee (CCCAC).

## Établissement
Le Comité consultatif des citoyens sur les pièces de monnaie est chargé de conseiller le Secrétaire au Trésor sur le choix des thèmes et des dessins des pièces de monnaie et est soumis à l'autorité du même Secrétaire du Trésor.

## Composition
Le Comité consultatif est composé de 11 membres nommés par le Secrétaire comme suit :
Sept personnes nommées par le Secrétaire dont l'une sera nommée parmi les personnes spécialement qualifiées pour siéger au Comité consultatif en raison de leur éducation, de leur formation ou de leur expérience en tant que conservateur d'une collection numismatique reconnue au niveau national ou international aux États-Unis. Une deuxième y siégera en raison de son expérience dans le domaine des médailles ou de la sculpture et une troisième pour son expérience en matière d'histoire américaine. Un expert en numismatique est également désigné et les trois dernières peuvent représenter les intérêts du grand public en ce qui concerne la frappe de la monnaie des États-Unis.
Les quatre derniers membres sont nommés sur recommendation du Président de la Chambre des Représentants, du leader de la minorité de la même Chambre ainsi que par les leaders de la majorité et de la minorité du Sénat,.